# 東経29度線
東経29度線（とうけい29どせん）は、本初子午線面から東へ29度の角度を成す経線である。北極点から北極海、ヨーロッパ、地中海、アフリカ、インド洋、南極海、南極大陸を通過して南極点までを結ぶ。
東経29度線は、西経151度線と共に大円を形成する。
東経29度線は、アビエイ地域の東の境界となっている。 アビエイ地域はスーダンと南スーダンの双方が領有権を主張し、スーダンが実効支配している。

## 通過する地域一覧
東経29度線は、北極点から南極点まで南に向かって以下の場所を通っている。
| 地理座標                                             | 国土・領土・領海                      | 備考                                                                                                 |
| ---------------------------------------------------- | ------------------------------------- | --- |
| 北緯90度0分 東経29度0分 / 北緯90.000度 東経29.000度  | 北極海                                | |
| 北緯78度56分 東経29度0分 / 北緯78.933度 東経29.000度 | ノルウェー                            | Kongsøya島（スヴァールバル諸島）                                                                     |
| 北緯78度53分 東経29度0分 / 北緯78.883度 東経29.000度 | バレンツ海                            | |
| 北緯70度52分 東経29度0分 / 北緯70.867度 東経29.000度 | ノルウェー                            | |
| 北緯69度43分 東経29度0分 / 北緯69.717度 東経29.000度 | フィンランド                          | |
| 北緯69度18分 東経29度0分 / 北緯69.300度 東経29.000度 | ノルウェー                            | |
| 北緯69度2分 東経29度0分 / 北緯69.033度 東経29.000度  | ロシア                                | |
| 北緯68度8分 東経29度0分 / 北緯68.133度 東経29.000度  | フィンランド                          | |
| 北緯61度11分 東経29度0分 / 北緯61.183度 東経29.000度 | ロシア                                | |
| 北緯60度12分 東経29度0分 / 北緯60.200度 東経29.000度 | バルト海                              | フィンランド湾                                                                                       |
| 北緯59度49分 東経29度0分 / 北緯59.817度 東経29.000度 | ロシア                                | |
| 北緯56度2分 東経29度0分 / 北緯56.033度 東経29.000度  | ベラルーシ                            | |
| 北緯51度34分 東経29度0分 / 北緯51.567度 東経29.000度 | ウクライナ                            | |
| 北緯47度58分 東経29度0分 / 北緯47.967度 東経29.000度 | モルドバ                              | 国家承認されていないが、事実上の独立状態にある 沿ドニエストル共和国を通過                            |
| 北緯46度29分 東経29度0分 / 北緯46.483度 東経29.000度 | ウクライナ                            | |
| 北緯46度14分 東経29度0分 / 北緯46.233度 東経29.000度 | モルドバ                              | 約11km                                                                                               |
| 北緯46度9分 東経29度0分 / 北緯46.150度 東経29.000度  | ウクライナ                            | 約7km                                                                                                |
| 北緯46度4分 東経29度0分 / 北緯46.067度 東経29.000度  | モルドバ                              | 約4km                                                                                                |
| 北緯46度2分 東経29度0分 / 北緯46.033度 東経29.000度  | ウクライナ                            | |
| 北緯45度21分 東経29度0分 / 北緯45.350度 東経29.000度 | ルーマニア                            | |
| 北緯44度40分 東経29度0分 / 北緯44.667度 東経29.000度 | 黒海                                  | |
| 北緯41度15分 東経29度0分 / 北緯41.250度 東経29.000度 | トルコ                                | トラキア - 25 km。イスタンブールのすぐ東を通過                                                       |
| 北緯41度2分 東経29度0分 / 北緯41.033度 東経29.000度  | マルマラ海                            | |
| 北緯40度39分 東経29度0分 / 北緯40.650度 東経29.000度 | トルコ                                | アナトリア（Armutlu半島） - 19km                                                                     |
| 北緯40度28分 東経29度0分 / 北緯40.467度 東経29.000度 | マルマラ海                            | ゲムリク湾（英語版）                                                                                 |
| 北緯40度22分 東経29度0分 / 北緯40.367度 東経29.000度 | トルコ                                | アナトリア - 430km                                                                                   |
| 北緯36度43分 東経29度0分 / 北緯36.717度 東経29.000度 | 地中海                                | |
| 北緯30度50分 東経29度0分 / 北緯30.833度 東経29.000度 | エジプト                              | |
| 北緯22度0分 東経29度0分 / 北緯22.000度 東経29.000度  | スーダン                              | |
| 北緯10度10分 東経29度0分 / 北緯10.167度 東経29.000度 | アビエイと正式な スーダン領土との境界 | アビエイは スーダンが実効支配し、 南スーダンも領有権を主張している                                   |
| 北緯9度40分 東経29度0分 / 北緯9.667度 東経29.000度   | 南スーダン                            | |
| 北緯4度29分 東経29度0分 / 北緯4.483度 東経29.000度   | コンゴ民主共和国                      | |
| 南緯2度18分 東経29度0分 / 南緯2.300度 東経29.000度   | ルワンダ                              | |
| 南緯2度42分 東経29度0分 / 南緯2.700度 東経29.000度   | コンゴ民主共和国                      | 約8km                                                                                                |
| 南緯2度47分 東経29度0分 / 南緯2.783度 東経29.000度   | ブルンジ                              | 約4km                                                                                                |
| 南緯2度49分 東経29度0分 / 南緯2.817度 東経29.000度   | コンゴ民主共和国                      | |
| 南緯8度27分 東経29度0分 / 南緯8.450度 東経29.000度   | ザンビア                              | ムウェル湖を通過                                                                                     |
| 南緯12度17分 東経29度0分 / 南緯12.283度 東経29.000度 | コンゴ民主共和国                      | |
| 南緯13度25分 東経29度0分 / 南緯13.417度 東経29.000度 | ザンビア                              | |
| 南緯15度56分 東経29度0分 / 南緯15.933度 東経29.000度 | ジンバブエ                            | カリバ湖を通過                                                                                       |
| 南緯21度46分 東経29度0分 / 南緯21.767度 東経29.000度 | ボツワナ                              | |
| 南緯22度16分 東経29度0分 / 南緯22.267度 東経29.000度 | 南アフリカ共和国                      | リンポポ州 ムプマランガ州 ハウテン州 - 約14km ムプマランガ州 フリーステイト州 クワズール・ナタール州 |
| 南緯28度55分 東経29度0分 / 南緯28.917度 東経29.000度 | レソト                                | |
| 南緯30度1分 東経29度0分 / 南緯30.017度 東経29.000度  | 南アフリカ共和国                      | 東ケープ州                                                                                           |
| 南緯32度9分 東経29度0分 / 南緯32.150度 東経29.000度  | インド洋                              | |
| 南緯60度0分 東経29度0分 / 南緯60.000度 東経29.000度  | 南極海                                | |
| 南緯69度45分 東経29度0分 / 南緯69.750度 東経29.000度 | 南極大陸                              | ドローニング・モード・ランド（ ノルウェーが領有権を主張）                                            |

## References
1. ↑  “Abyei Arbitration: Final Award Map”.   Permanent Court of Arbitration. 2013年5月25日時点のオリジナルよりアーカイブ。2011年7月16日閲覧。